# Дарко Ћулум
Дарко Ћулум (Љубачево код Бање Луке, 11. јануар 1969) српски је полицијски службеник. Садашњи је директор Државне агенције за истраге и заштиту (СИПА). Бивши је директор Полиције Републике Српске.

## Биографија
Дарко Ћулум је рођен 11. јануара 1969. године у мјесту Љубачево код Бање Луке, СФРЈ. Завршио је Средњу полицијску школу у Сарајеву (1988), Филозофски факултет у Бањој Луци (1998) и Факултет безбједности у Бањој Луци (2009). Полицијски службеник је од 1988.
Дарко Ћулум је од 2006. до 2010. био начелник Сектора криминалистичке полиције ЦЈБ Бања Лука, а од 2010. до 2012. начелник Центра јавне безбједности. Затим, од 2012. до 2015. налазио се на положају начелника Управе полиције Министарства унутрашњих послова Републике Српске када је именован за замјеника директора полиције. Од септембра 2016. до јула 2020. обављао је послове директора Полиције Републике Српске са чином главног генералног инспектора полиције.